# Avitabatrachus uliana
Avitabatrachus uliana es el nombre de la única especie descrita hasta el momento del género extinto de ranas fósiles Avitabatrachus. Vivió en el período del Cretácico medio. Fueron encontrados fósiles de Avitabatrachus uliana en la Formación Candeleros, en el noroeste de la Patagonia, Argentina. Fue descrita en detalle en el año 2000, cuando se concluyó que tenía una relación más estrecha con las ranas de la familia Pipidae. Por lo que fue incluida en el clado Pipimorpha.

## Etimología
El nombre del género Avitabatrachus deriva de las palabras griegas avita, que significa "antigua" y batrachos, que significa "rana". Recibe su nombre por ser el registro más antiguo de la existencia de la familia Pipidae en América del Sur. El nombre de la especie, uliana, es un homenaje a Miguel Uliana, un destacado ingeniero petrolero argentino que realizó diversas investigaciones de fósiles de ranas junto con su esposa, paleontóloga por la Universidad de Buenos Aires.